# Viseu
Viseu er en by i det nordlige Portugal, med et indbyggertal (pr. 2006) på cirka 47.000. Byen ligger i landets Centralregion, halvvejs mellem Atlanterhavet og grænsen til nabolandet Spanien.